# Hettenrodt
Hettenrodt település Németországban, Rajna-vidék-Pfalz tartományban. Lakosainak száma 634 fő (2023. december 31.).

## Népesség
A település népességének változása:
| Lakosok száma | 616  | 643  | 647  | 633  | 659  | 634  |
|               | 1975 | 2017 | 2019 | 2021 | 2022 | 2023 |